# Velîka Karatul, Pereiaslav-Hmelnițki
Velîka Karatul (în ucraineană Велика Каратуль) este localitatea de reședință a comunei Velîka Karatul din raionul Pereiaslav-Hmelnițki, regiunea Kiev, Ucraina.

## Demografie
Componența lingvistică a localității Velîka Karatul
     Ucraineană (98,91%)
     Rusă (1,02%)
     Alte limbi (0,06%)
Conform recensământului din 2001, majoritatea populației localității Velîka Karatul era vorbitoare de ucraineană (98,91%), existând în minoritate și vorbitori de rusă (1,02%).